# Posel (Star Trek: Nová generace)
Posel (v anglickém originále The Emissary) je v pořadí dvacátá epizoda druhé sezóny seriálu Star Trek: Nová generace.

## Příběh
USS Enterprise-D obdrží naléhavou zprávu od velitelství Hvězdné flotily, aby se vydala bez udání důvodu na předurčené koordináty. Během cesty je kontaktuje admirál Gromeková, a sdělí jim, že se setkají s vyslankyní Federace, která je blíže informuje o jejich poslání. Admirál sama odmítá sdělit kapitánu Picardovi jakékoliv podrobnosti. Dat hlásí, že vyslankyně se k Enterprise blíží v sondě třídy 8, která má na délku jen něco přes 2 metry.
Setkávají se se sondou a transportují ji na palubu. Když ji otevřou, zjistí, že vyslankyně, jejíž jméno je K'Ehleyr, je napůl Klingon a napůl člověk. Následuje představení důstojnickému sboru. Je ihned zjevné, že ona a Worf se znají, a že není právě šťastný, že ji vidí. Dle její zprávy před dvěma dny Hvězdná flotila zachytila signál z klingonské bitevní lodi T'Ong, která byla vyslána před 75 lety, kdy byli Klingoni s Federací ve válce. Zpráva uvádí, že posádka se má právě probudit z hibernace. Panují obavy, že jakmile se tak stane, okamžitě zaútočí na nejbližší základnu Federace, kterých je poblíž hned několik. Aby se tomu zabránilo, velitelství Hvězdné flotily nařídí, aby Enterprise klingonskou loď zastavila a přesvědčila je, že teď již panuje mír. Riker se ptá, proč tento úkol dostali oni, a ne klingonská loď. K'Ehleyr odpoví, že nejbližší klingonská loď nedorazí dříve, než za 3 dny. Myslí si, že plán se nezdaří a Picard nebude mít jinou možnost, než T'Ong zničit, ale ten to odmítá a chce slyšet možné alternativy.
Worf dostane rozkazem, aby s K'Ehleyr pracoval. Ten se z toho snaží z osobních důvodů vymluvit. Picard se jej tedy zeptá, zda existují nějaké profesionální důvody, proč s ní pracovat nemůže. Worf odpoví, že ne, a stáhne své žádosti o ukončení spolupráce s ní. Během jejich prvního setkání dojde k hádce a jen stěží se mohou soustředit na práci. Na návrh Troi se jde K'Ehleyr odreagovat do simulátoru do jednoho z Worfových bojových cvičebních programů.
Worf ji tam najde a připojí se. Stráví tam s ní noc a dají se dohromady. On pak, jak žádá klingonská tradice, vykřikne svatební výkřik „tlhIngan jIH“ (což v klingonštině znamená „já jsem Klingon“), ale K'Ehleyr ho odmítne a urazí se.
Na poradě starších důstojníků K'Ehleyr prezentuje dvě alternativy, které mohou nastat, až se setkají s klingonskou lodí T'Ong: Pokud bude posádka ještě ve stázi, mohou je tak udržet, dokud se nesetkají za tři dny s nejbližší klingonskou lodí. Když však budou již vzhůru, nezbude jim, než loď zničit. Picard stále vzdoruje myšlence zničení lodi, a to i přes naléhání K'Ehleyr, že kapitán klingonské lodi nebude vyjednávat. Přeruší je Dat, který oznamuje, že objevili loď který se zdá být T'Ong. Skenuje ji, a zjistí, že zatím na ní nejsou známky života, ale nemůže říct, zda je posádka vzhůru, či nikoliv. Podle nízké spotřeby energie lodi soudí, že všichni stále spí, ale ta náhle na Enterprise vystřelí, a Dat tedy oznamuje, že se „mohl mýlit“.
K'Ehleyr naléhá na Picarda, aby nechal klingony zemřít se ctí v bitvě. Worf však má jiný názor. Zatímco Picard a Riker se ukryjí, Worf a K'Ehleyr se oblečou do tradičních klingonských velitelských uniforem, aby vypadali jako kapitán a první důstojník Enterprise. K'Temocovi, kapitánovi T'Ongu, pak řeknou, že už je po válce, a přikážou mu, aby se vzdal. K'Temoc to zpočátku odmítá, protože se domnívá, že jde o trik Federace. Ale když Worf vyhrožuje, že nechá T'Ong zničit, K'Temoc neochotně souhlasí.
Worf vrátí kontrolu nad lodí zpět Picardovi. Komandér Riker se jej ptá na pocity, které jeho velení provázely. Ten odpoví příznačně jen dvěma slovy: „Pohodlné křeslo“.
K'Ehleyr se transportuje na T'Ong, aby nastartovala proces aklimatizace klingonů na život ve 24. století, a čekají na přílet doprovodné klingonské lodi, která k nim byla vyslána. Než ale odejde, přiznává Worfovi, že i ona byla v pokušení souhlasit s jeho svatebním výkřikem, a naznačí, že jejich cesty se v budoucnu opět zkříží.

## Návaznost
V této epizodě se K'Ehleyr, napůl člověk a napůl Klingon, objevila poprvé. Vrací se pak v epizodě čtvrté sezóny „Opět spolu“, a to společně s Alexandrem, Worfovým synem. K'Ehleyr v této epizodě umírá, ale Alexandr se pak opakovaně vyskytuje v epizodách Nové generace i Stanice Deep Space Nine.